# Cameron Young (fútbol americano)
Cameron Colette Young II (Crosby, Misisipi; 8 de junio de 2000) más conocido como Cameron Young, es un jugador profesional estadounidense de fútbol americano, se desempeña en la posición de defensive tackle en Seattle Seahawks, en la National Football League (NFL).

## Carrera
Hizo su debut profesional con el equipo Seattle Seahawks, lleva jugando una temporada, comenzó en el 2023.